# Чудо-женщина 1984
«Чудо-женщина 1984» (англ. Wonder Woman 1984) — американский супергеройский фильм на основе комиксов DC Comics о Чудо-женщине. Продолжение фильма «Чудо-женщина» 2017 года и девятый фильм Расширенной вселенной DC. Картина снята режиссёром Пэтти Дженкинс на основе сценария, который сама Дженкинс написала вместе с Джеффом Джонсом и Дэвидом Каллахэмом. Роль Чудо-женщины вновь исполнила Галь Гадот, кроме того в фильме снялись Крис Пайн, Кристен Уиг, Педро Паскаль, Робин Райт и Конни Нильсен. Действие ленты разворачивается в 1984 году, во время Холодной войны: Диана встречается лицом к лицу с Максвеллом Лордом и Гепардой.
В начале января сервис по продаже билетов Fandango поставил ленту на первое место в рейтинге самых ожидаемых фильмов в 2020 году.
Премьера фильма состоялась 15 декабря 2020 на виртуальной платформе DC FanDome. Премьера фильма в некоторых кинотеатрах США состоялась 25 декабря 2020 года одновременно с выходом на стриминг-сервисе HBO Max, на котором картина будет доступна месяц. В тех странах, где HBO Max не работает, премьера фильма состоялась в кинотеатрах 16 декабря 2020 года. Фильм получил смешанные отзывы от критиков, которые похвалили его за «намеренный уход от реальности» и взгляд Петти Дженкинс на 1980-е годы, но сочли его «несколько перегруженным и полным клише».

## Сюжет
В юности Диана Принс участвует в многоступенчатом спортивном соревновании на Темискире против амазонок постарше. После того, как она была дисквалифицирована за попытку сократить путь во время соревнований, её мать королева Ипполита и тётя Антиопа читают ей лекцию о важности истины.
В 1984 году, спустя десятилетия после событий первого фильма, Диана работает старшим антропологом в Смитсоновском институте в Вашингтоне, округ Колумбия, специализируясь на культуре древних средиземноморских цивилизаций. Диана продолжает бороться с преступностью как Чудо-женщина, хотя и пытается сохранить анонимность. Диана встречает нового сотрудника, Барбару Энн Минерву, неуверенную женщину, которая боготворит Диану и пытается подружиться с ней.
Честолюбивый бизнесмен Максвелл Лорд посещает Смитсоновский институт в поисках таинственного камня грёз, который, по-видимому, исполняет желания при контакте с любым пользователем. И Диана, и Барбара неосознанно используют камень для исполнения своих желаний. Диана желает, чтобы её умерший возлюбленный, Стив Тревор, вернулся, в результате чего его душа захватила тело другого мужчины. Барбара хочет стать сильной и красивой, как Диана. Во время торжественного вечера в Смитсоновском институте Максвелл манипулирует Барбарой, чтобы заполучить камень. Затем он желает стать воплощением камня и обретает способность исполнять желания, а также может брать все, что он желает, от других.
В течение следующих нескольких дней Максвелл становится могущественной и влиятельной фигурой, оставляя после себя хаос и разрушение. Барбара, Диана и Стив пытаются исследовать силу Камня грёз и обнаруживают, что он был создан Долосом — богом предательства и озорства. Камень исполняет желание пользователя, но требует платы. Единственный способ обратить обмен вспять — это отказаться от желания или уничтожить сам камень. Стив понимает, что его существование происходит за счёт силы Дианы. И Диана, и Барбара не желают отказываться от своих желаний, поэтому они пытаются найти альтернативные решения.
Максвелл, узнав от президента США о системе спутникового вещания, которая может передавать сигналы по всему миру, решает использовать её, чтобы исполнять желания всего мира. Барбара объединяет усилия с Максвеллом, чтобы не дать Диане причинить ему вред. Стив убеждает Диану отпустить его и отказаться от своего желания, что заставит его исчезнуть, но взамен восстановит её силы. Нехотя Диана соглашается.
Она возвращается домой и надевает доспехи легендарной амазонской воительницы Астерии, затем направляется к радиостанции и сражается с Барбарой, которая загадала при помощи Максвелла ещё одно желание — стать высшей хищницей, в результате этого превратившись в женщину-гепарда. После победы над Барбарой Диана противостоит Максвеллу и использует своё Лассо Истины, чтобы общаться с миром через него, убеждая всех отказаться от своих желаний. Она также показывает Максвеллу видение его сына Алистера, блуждающего по улице, в то время как хаос следует из его исполнения желаний всех. Максвелл отказывается от своего желания и возвращается домой, чтобы воссоединиться со своим сыном.
Некоторое время спустя Диана, продолжая защищать мир, встречает человека, в теле которого жил Стив. В середине титров выясняется, что Астерия жива и тайно живёт среди человечества, как и Диана.

## В ролях
| Актёр             | Роль                                  |
| ----------------- | ------------------------------------- |
| Галь Гадот        | Диана Принс / Чудо-женщина            |
| Крис Пайн         | Стив Тревор                           |
| Кристен Уиг       | Барбара Энн Минерва / Гепарда         |
| Педро Паскаль     | Максвелл «Макс Лорд» Лоренцано        |
| Робин Райт        | генерал Антиопа                       |
| Конни Нильсен     | королева Ипполита                     |
| Лилли Аспелл      | юная Диана                            |
| Лусиан Перес      | Алистер Лорд сын Макса                |
| Кристоффер Полаха | человек, в теле которого обитает Стив |
| Оливер Коттон     | Саймон Стэгг инвестор Макса           |
| Амр Вакед         | Эмир Саид бин Абидос правитель Биалии |
| Стюарт Миллиган   | Президент США                         |
| Рави Патель       | Бабаджиде                             |
| Наташа Ротуэлл    | Кэрол босс Барбары                    |
| Келвин Ю          | Джейк коллега Барбары                 |
| Габриэлла Уайлд   | Ракель помощница Макса                |
| Линда Картер      | Астерия (камео)                       |

## Музыка
В августе 2018 года стало известно, что композитор Ханс Циммер будет работать над музыкой для фильма, ранее он написал композицию «Is She With You» для проекта «Бэтмен против Супермена» в 2016 году.

## Маркетинг
Режиссёр Пэтти Дженкинс, актёры Галь Гадот и Крис Пайн присутствовали на стенде фильма «Чудо-женщина 1984» на San Diego Comic-Con 21 июля 2018 года, где был представлен короткий ролик фильма. Новые кадры были показаны на CinemaCon и CineEurope.
5 июня 2019 года появился тизер постер картины. В октябре был анонсирован премьерный показ трейлера фильма 8 декабря в ходе CCXP в бразильском Сан-Паулу, само мероприятие должны были посетить Дженкинс и Гадот. К концу месяца WarnerMedia Entertainment продемонстрировала новые кадры в ходе презентации сервиса HBO Max. Первый трейлер (саундтреком которого стал индустриальный ремикс на песню Blue Monday группы New Order) был показан 8 декабря на CCXP, само шоу вело прямую трансляцию через Twitter. В тот же день были представлены постеры Чудо-женщины, Максвелла Лорда, Барбары Энн Минервы и Стива Тревора.
Второй трейлер вышел 22 августа в рамках DC Fandome. В нём была показана Гепарда в своём полном обличии.

## Прокат
Премьера фильма в Северной Америке состоялась 25 декабря 2020 года, в России — 7 января 2021 года.
Выход фильма на экраны был намечен на 4 июня 2020 года в России, в США и Великобритании — 5 июня, но из-за вспышки коронавируса последовали несколько переносов премьеры, сначала на 14 августа 2020 года, а затем на 2 октября 2020 года, а в итоге на 25 декабря 2020 года. После переноса фильма в США показ фильма в России сначала планировался с 13 августа 2020 года, затем появилась новая дата — 1 октября 2020 года.

## Реакция
На сайте-агрегаторе рецензий Rotten Tomatoes фильм имеет рейтинг одобрения 60 % на основе 418 обзоров со средней оценкой 6,0/10. Консенсус критиков гласит: «„Чудо-женщина: 1984“ является несколько перегруженным сиквелом, но по-прежнему предлагает достаточно увлекательный уход от реальности для удовлетворения поклонников и главной героини». После первоначального снятия эмбарго на рецензии фильм получил оценку 90 %, однако после премьеры уровень одобрения картины постепенно снижался. Критики отмечали, что главный злодей картины Максвелл Лорд похож на Дональда Трампа.

## Отменённое продолжение
Режиссёр Пэтти Дженкинс сообщила, что у неё уже имеются идеи для третьего фильма о Чудо-женщине, при этом она более не хочет возвращать действие фильма в прошлое. В декабре 2022 года издание The Hollywood Reporter сообщило, что производство третьего фильм о Чудо-женщине не сдвинулось с мёртвой точки, потому что он «не вписывается» в планы новоназначенного главы DC Studios относительно «Расширенной Вселенной DC».